# Нойденау
Нойденау (нем. Neudenau) — город в Германии, в земле Баден-Вюртемберг. 
Подчинён административному округу Штутгарт. Входит в состав района Хайльбронн.  Население составляет 5181 человек (на 31 декабря 2010 года). Занимает площадь 32,93 км². Официальный код  —  08 1 25 068.
Город подразделяется на 5 городских районов.

## Фотографии

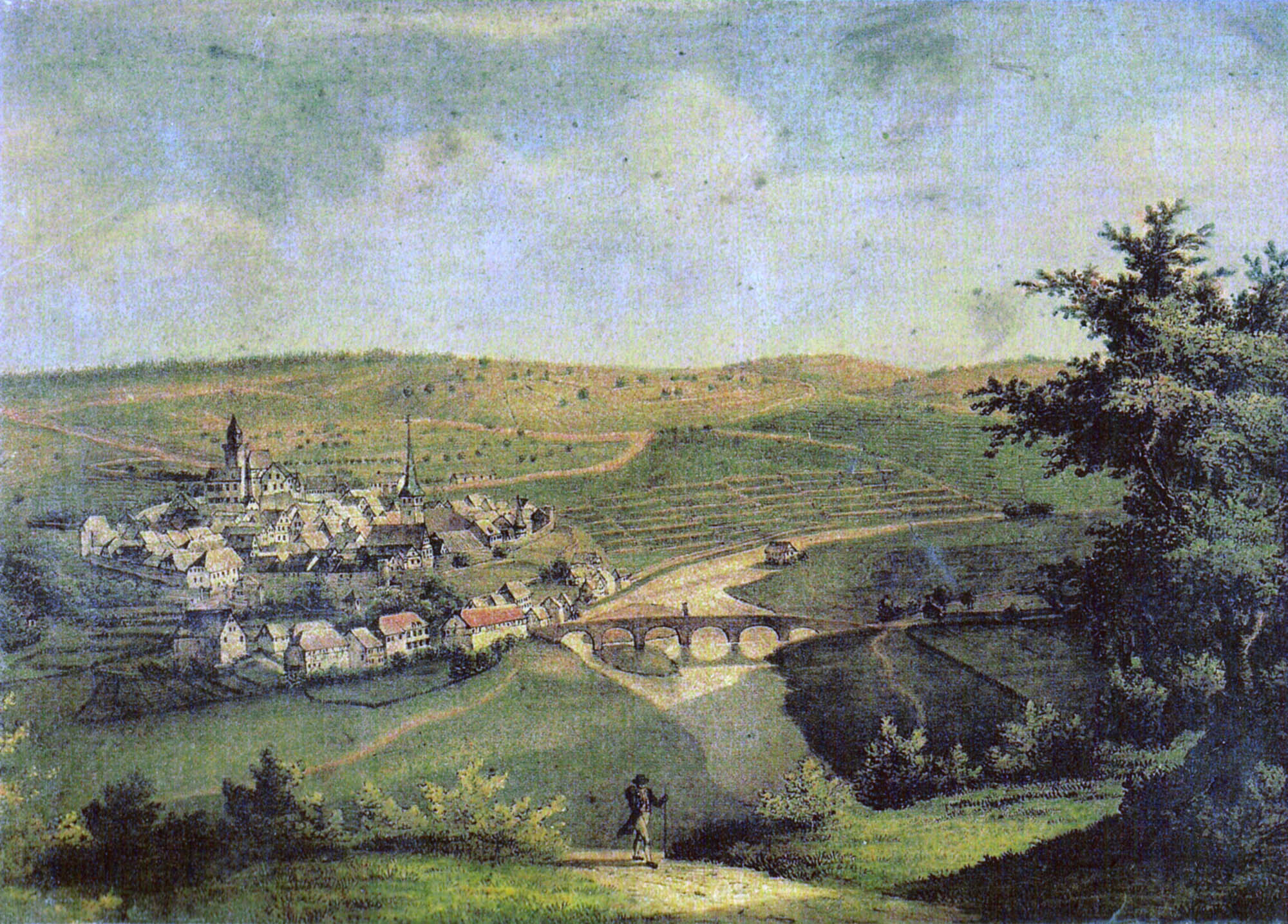
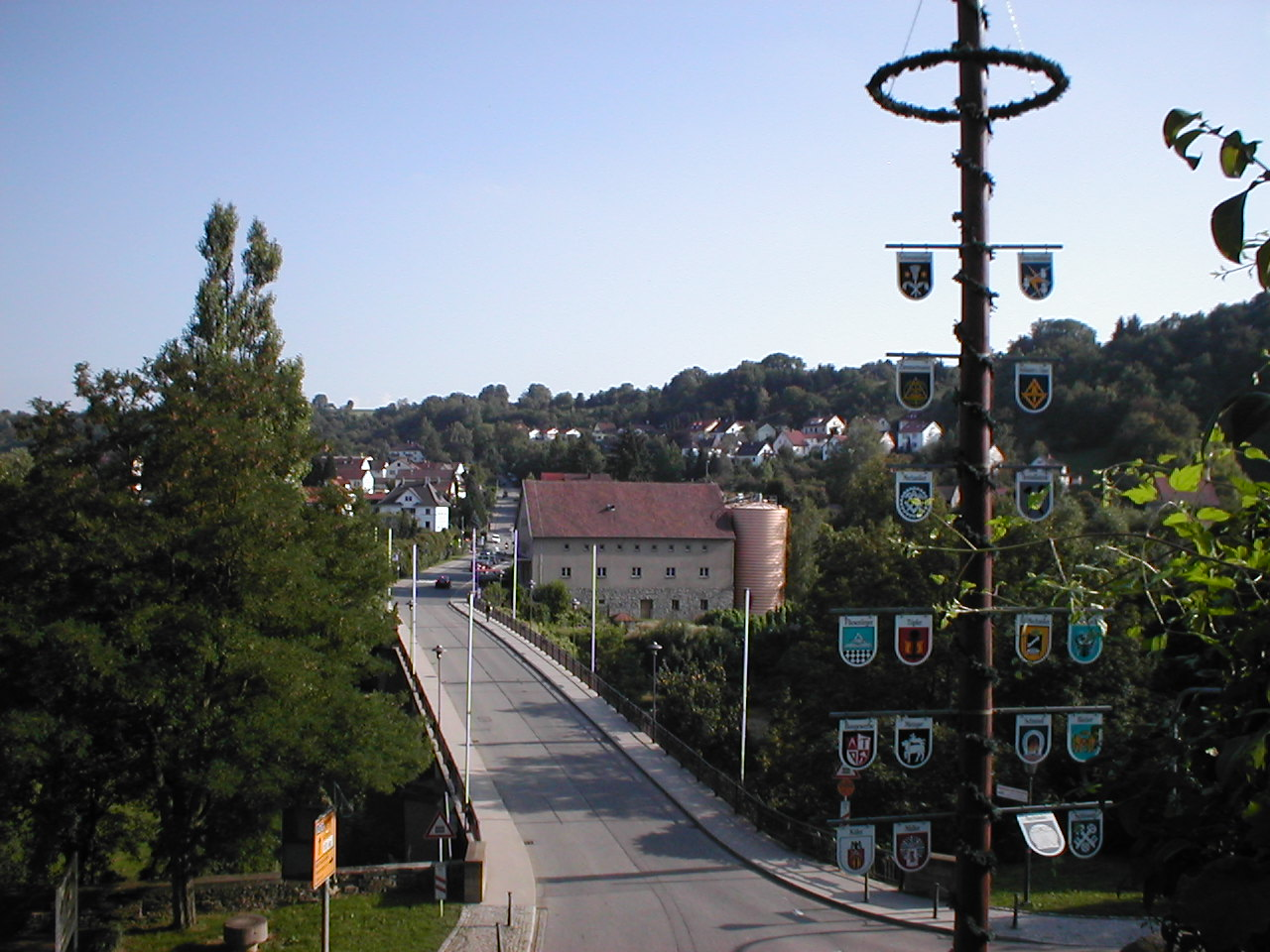
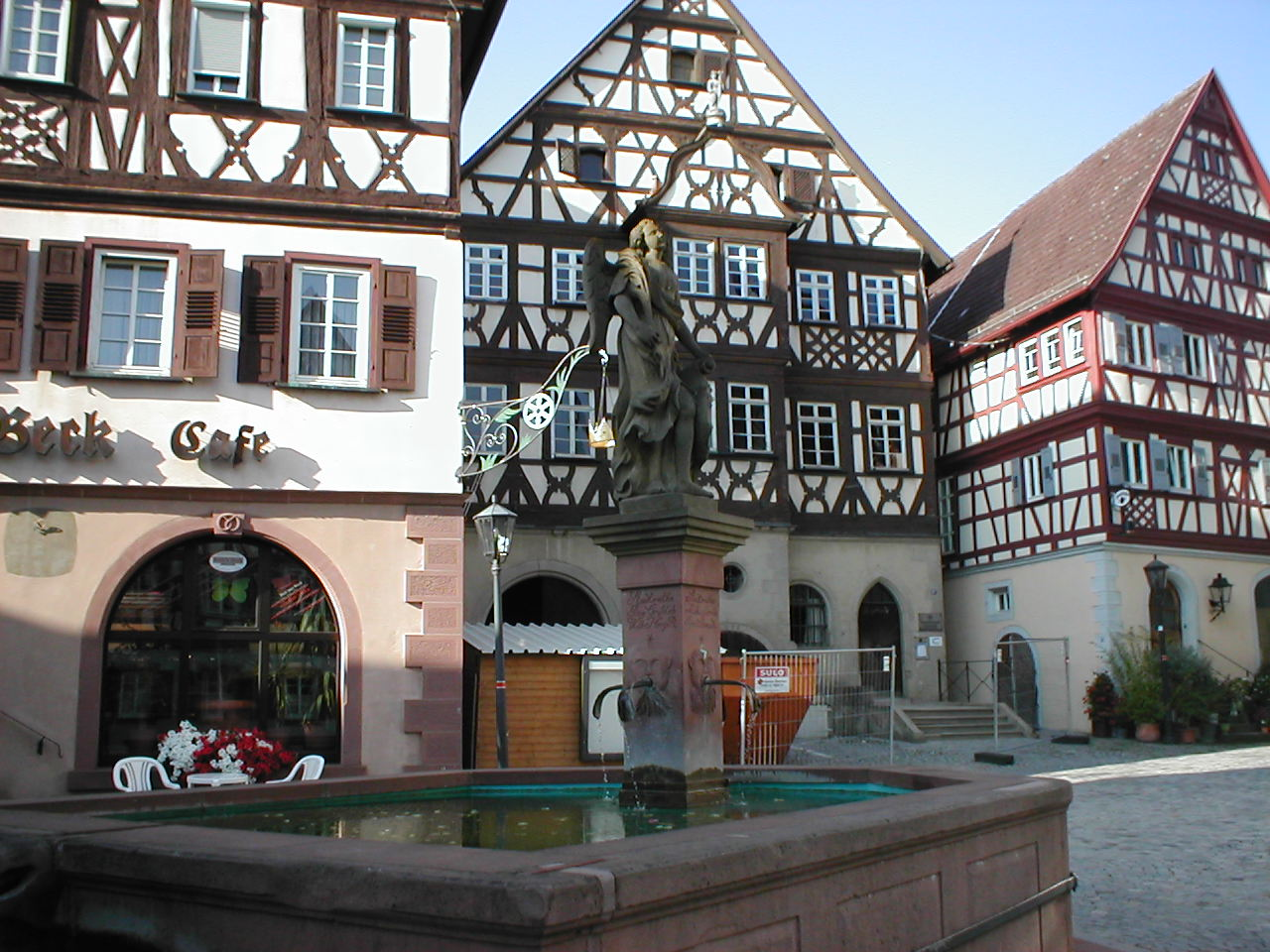
Ратуша
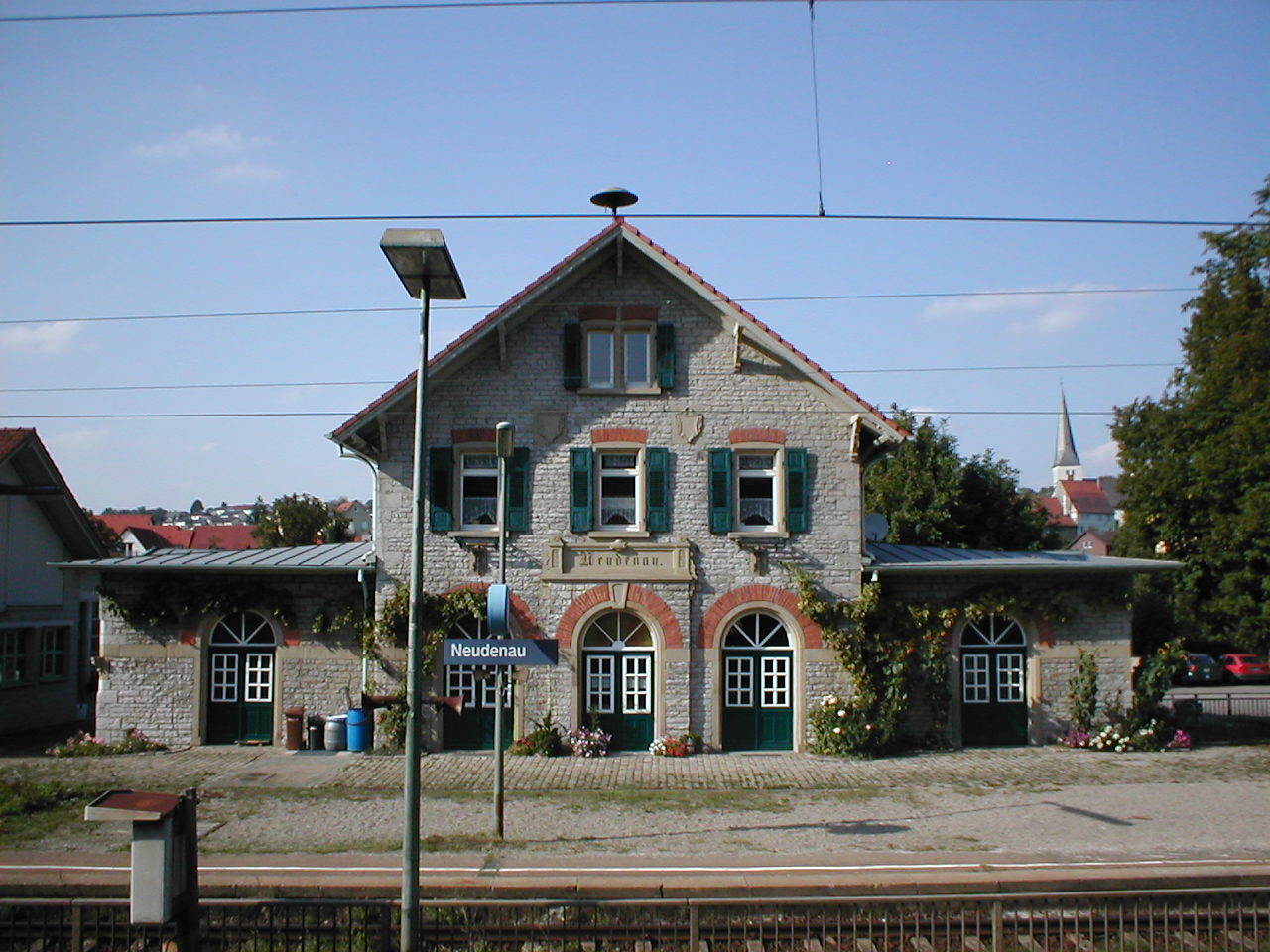
Вокзал
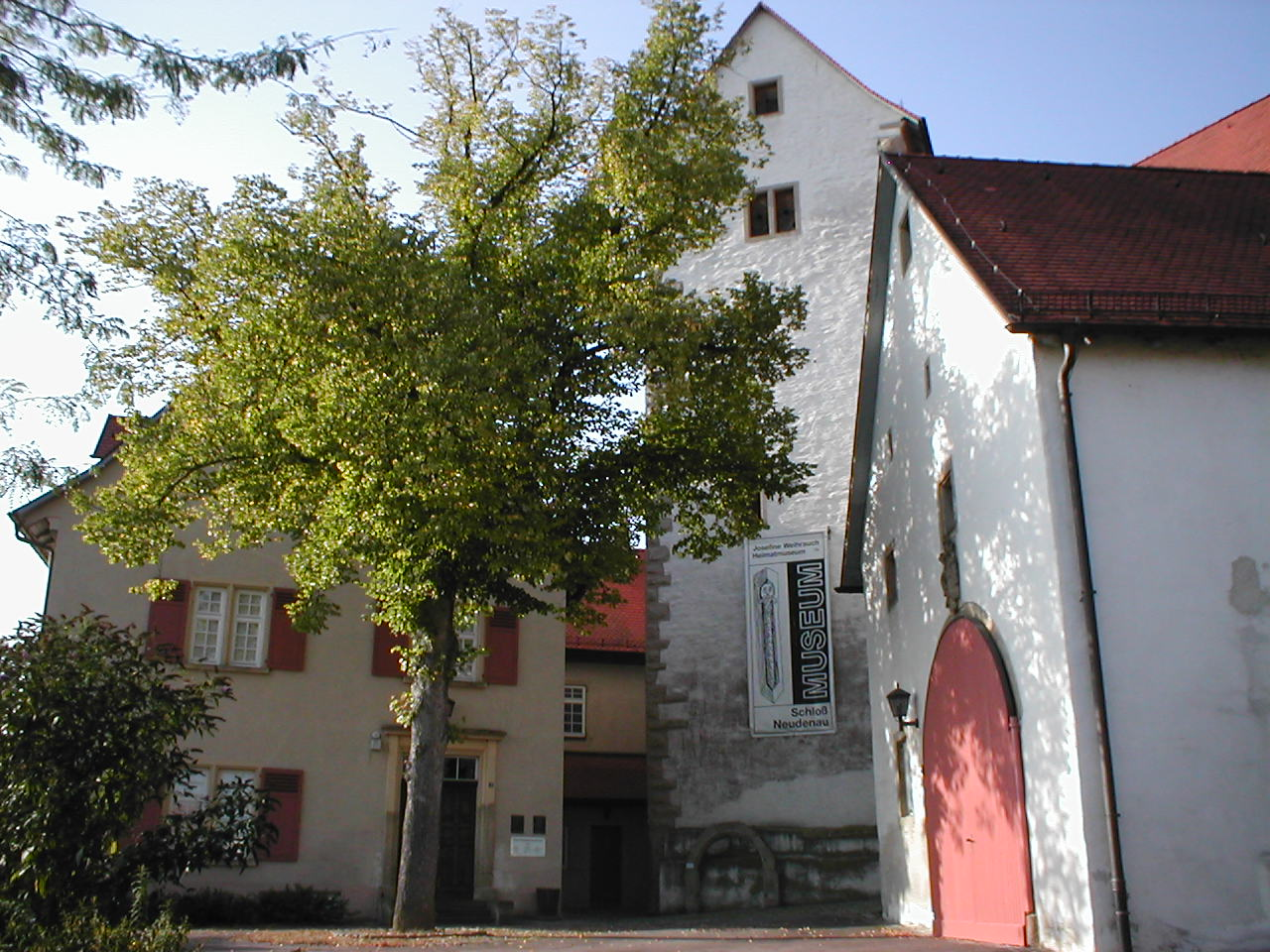
Замок
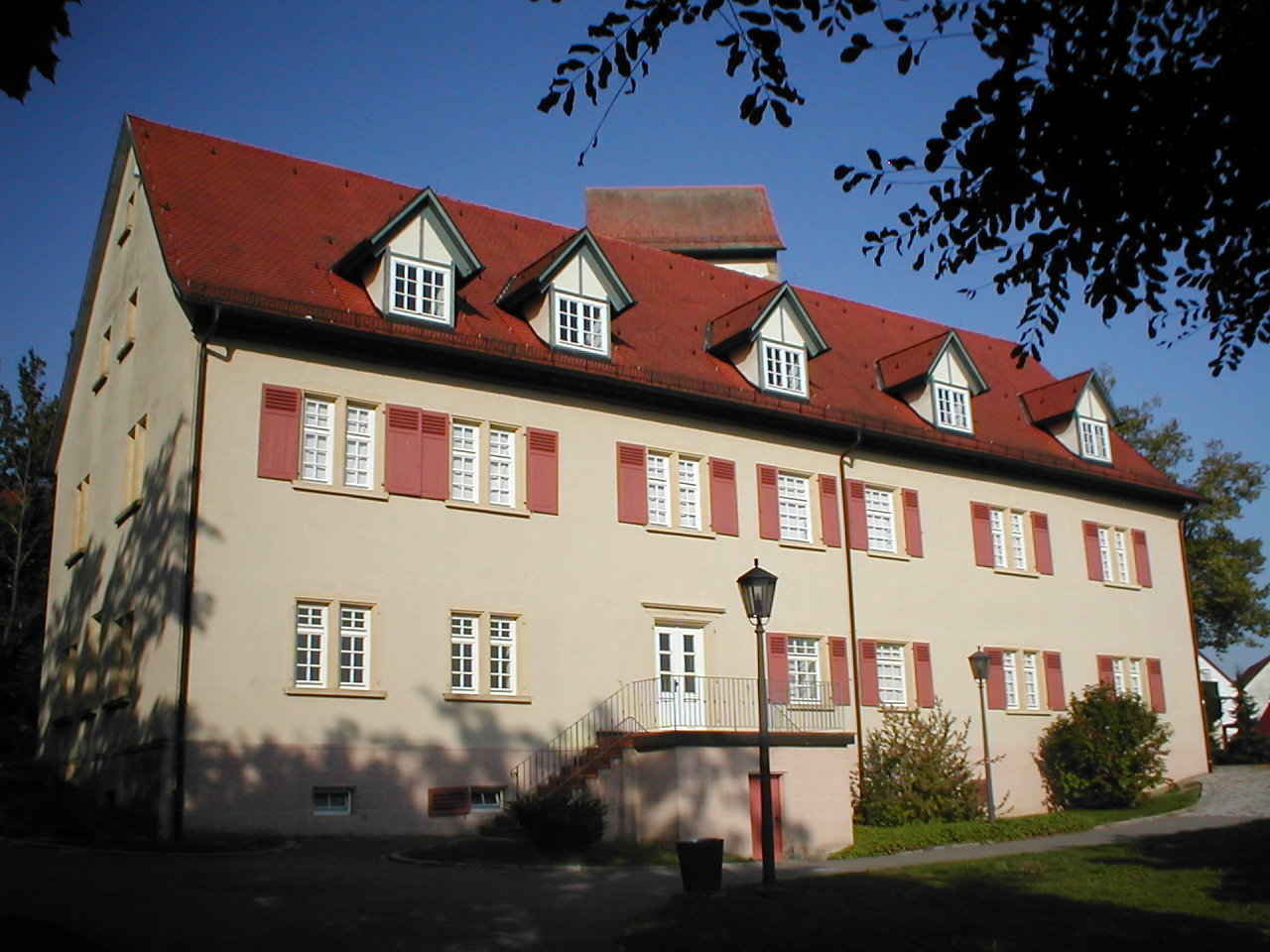
Замок
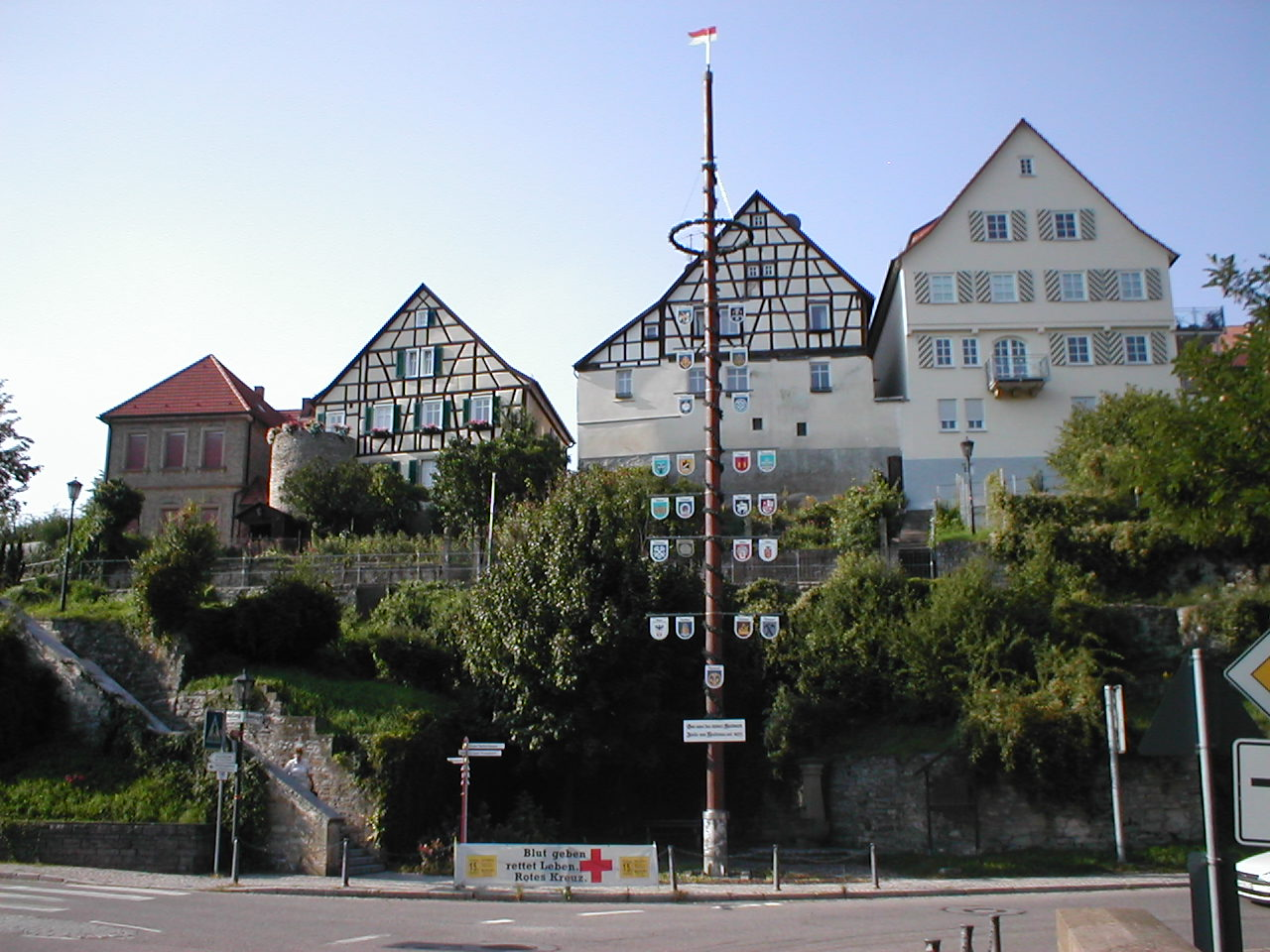
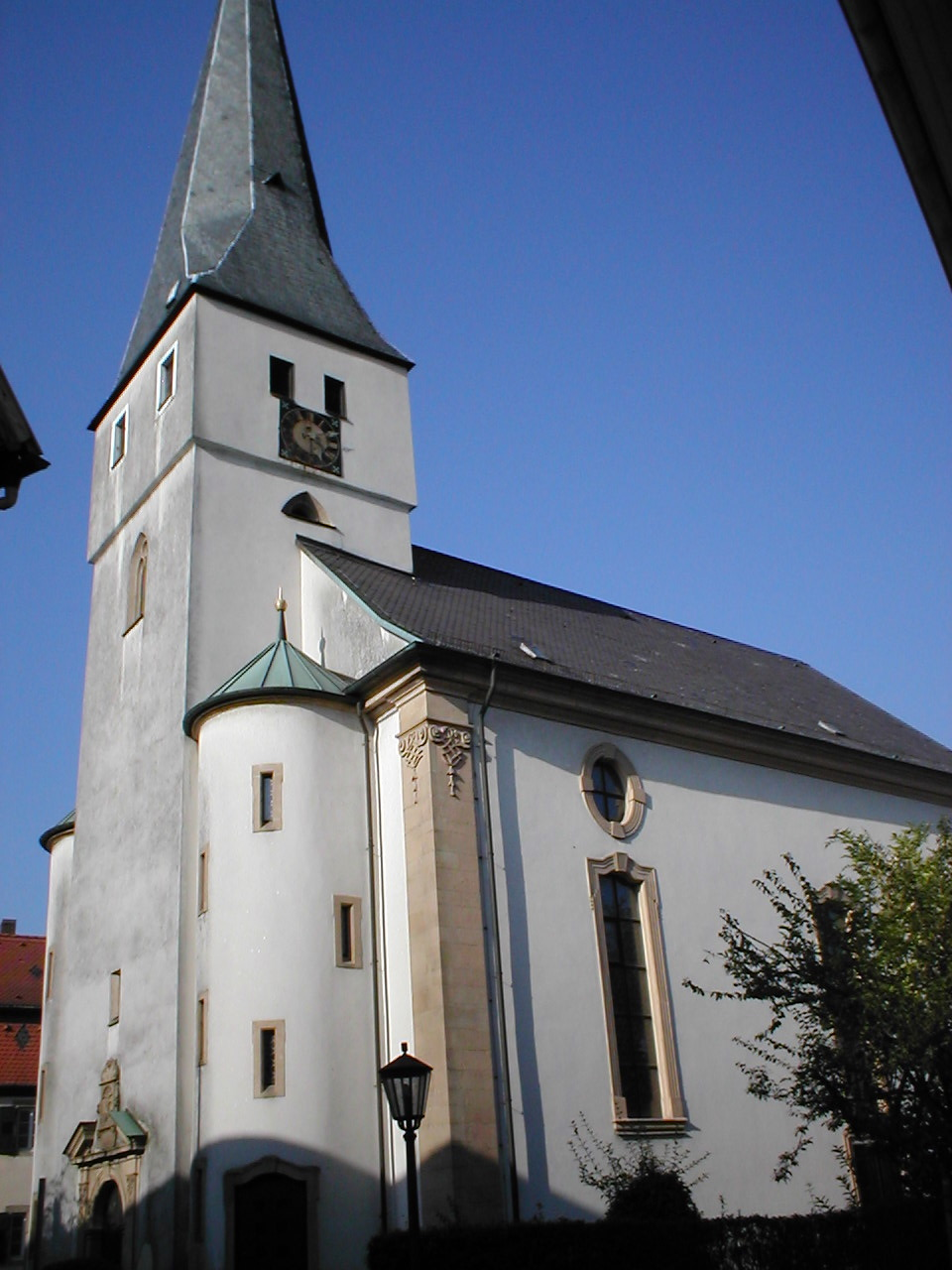
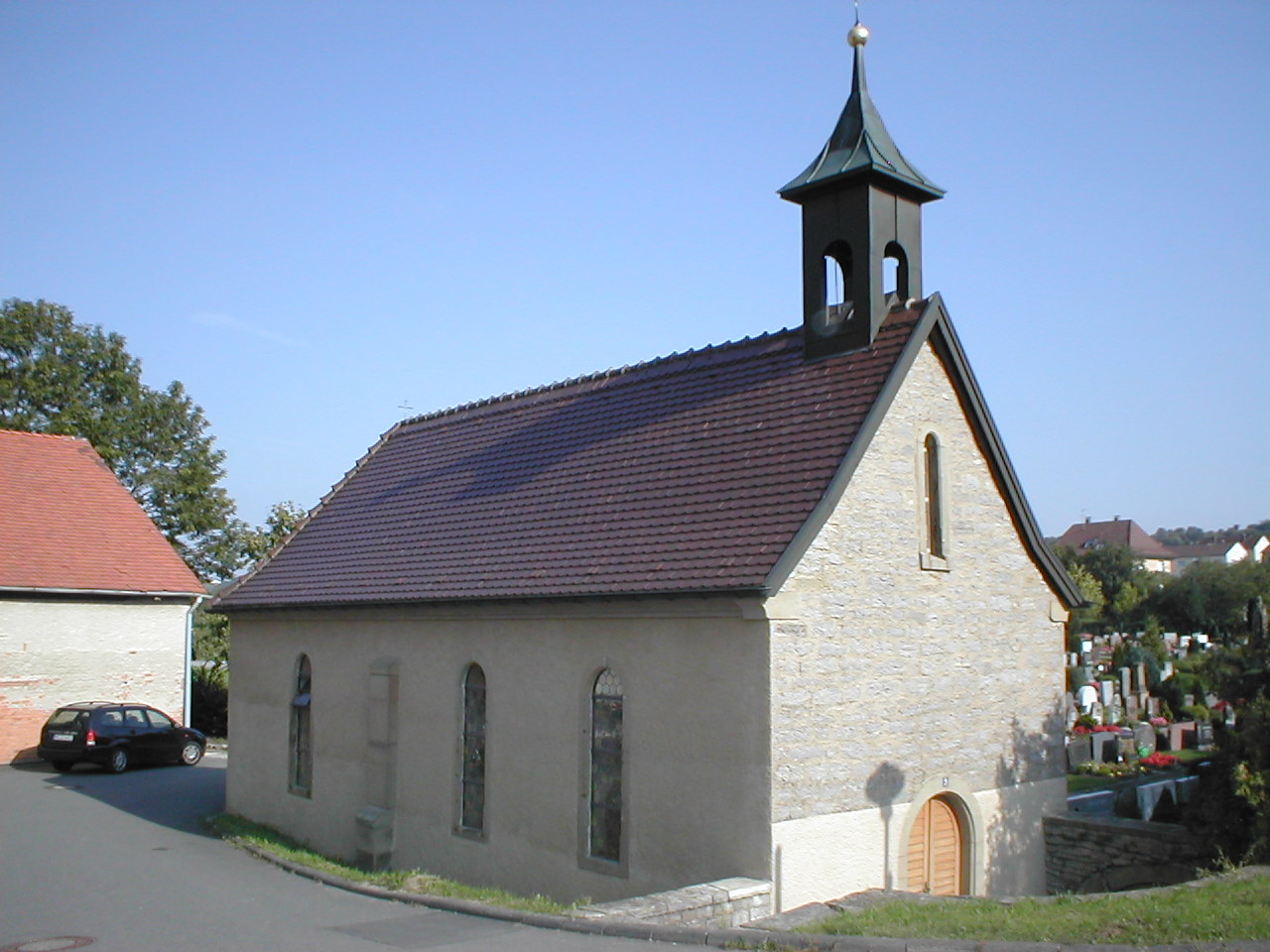
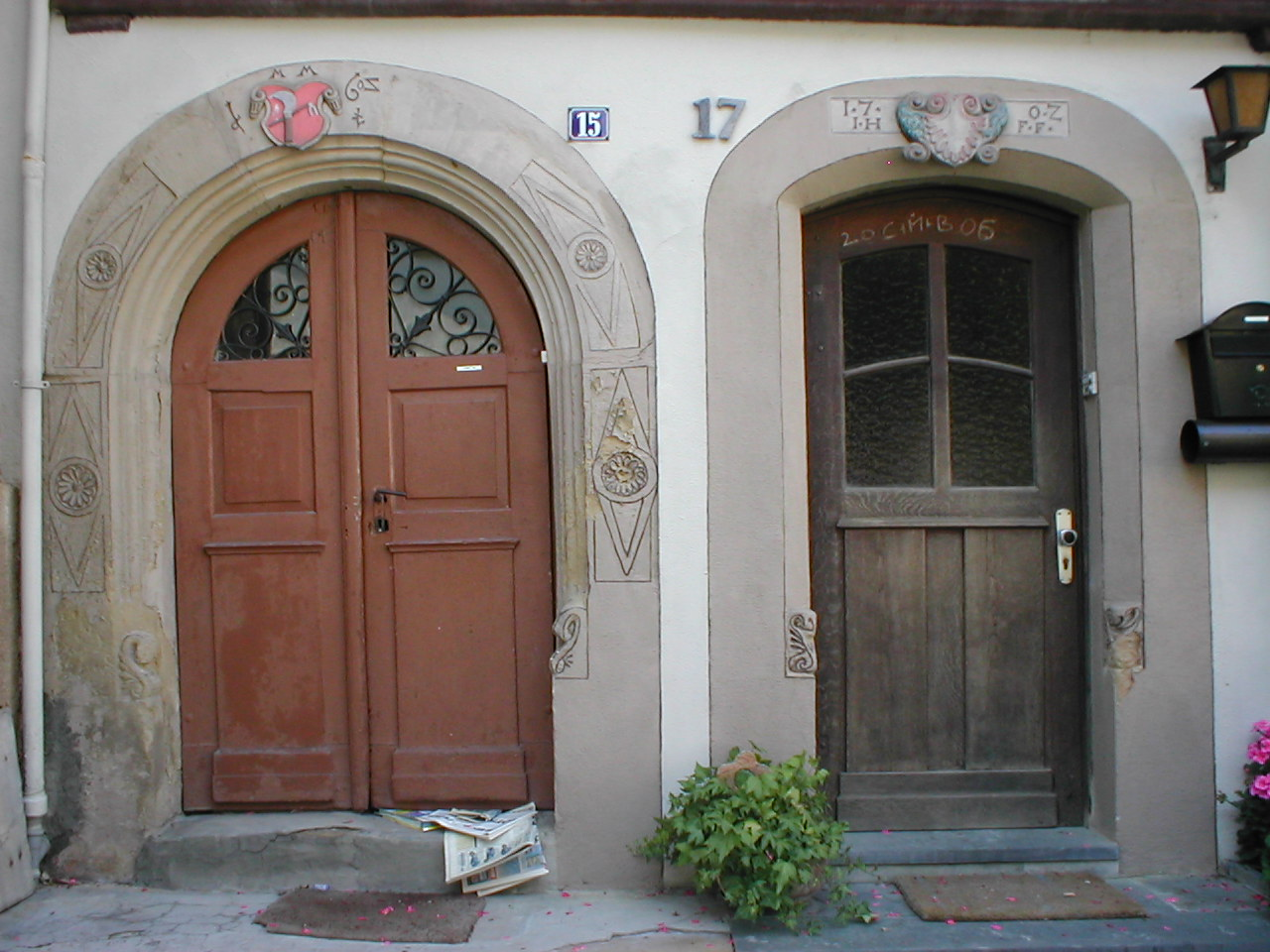
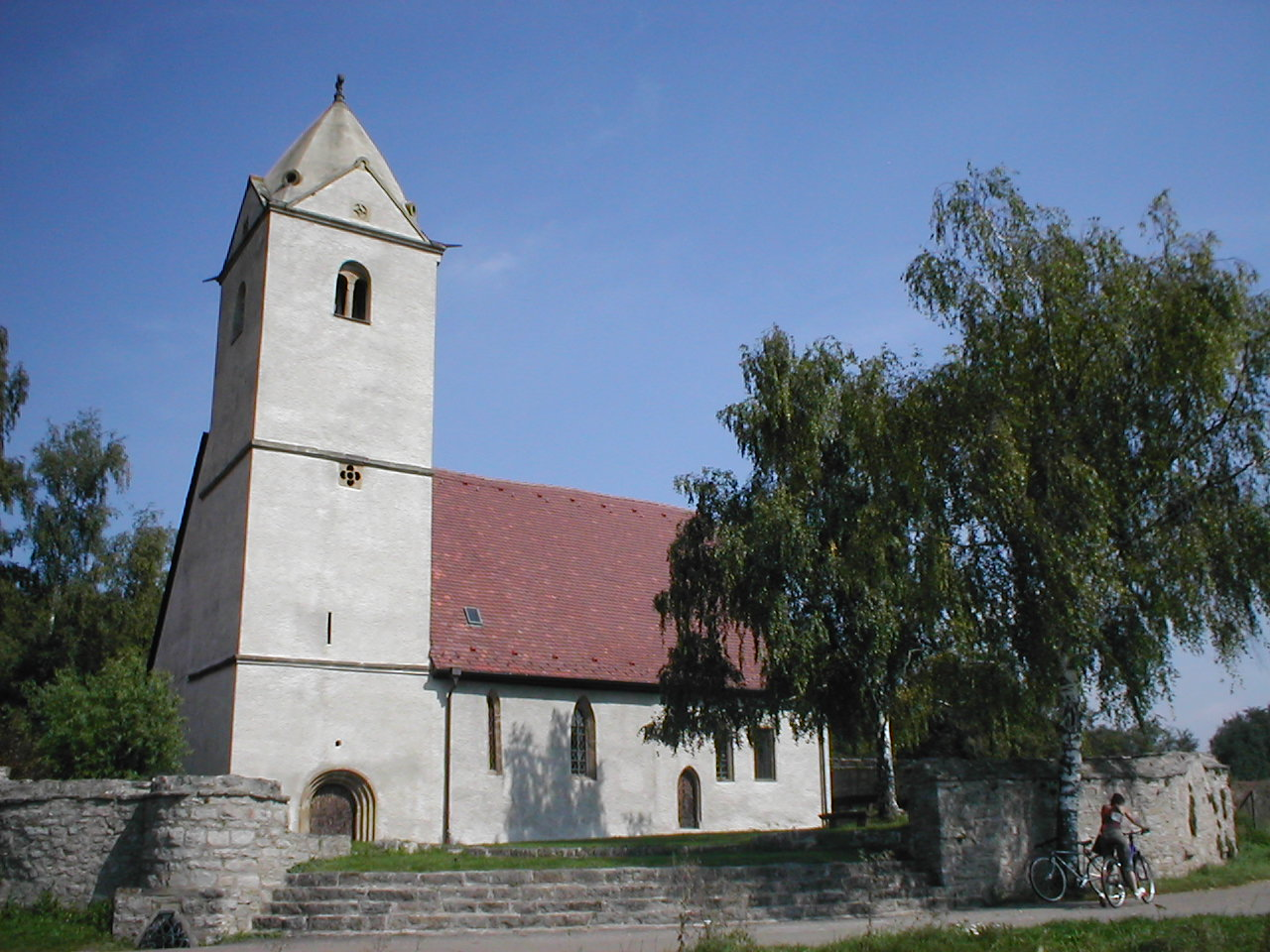
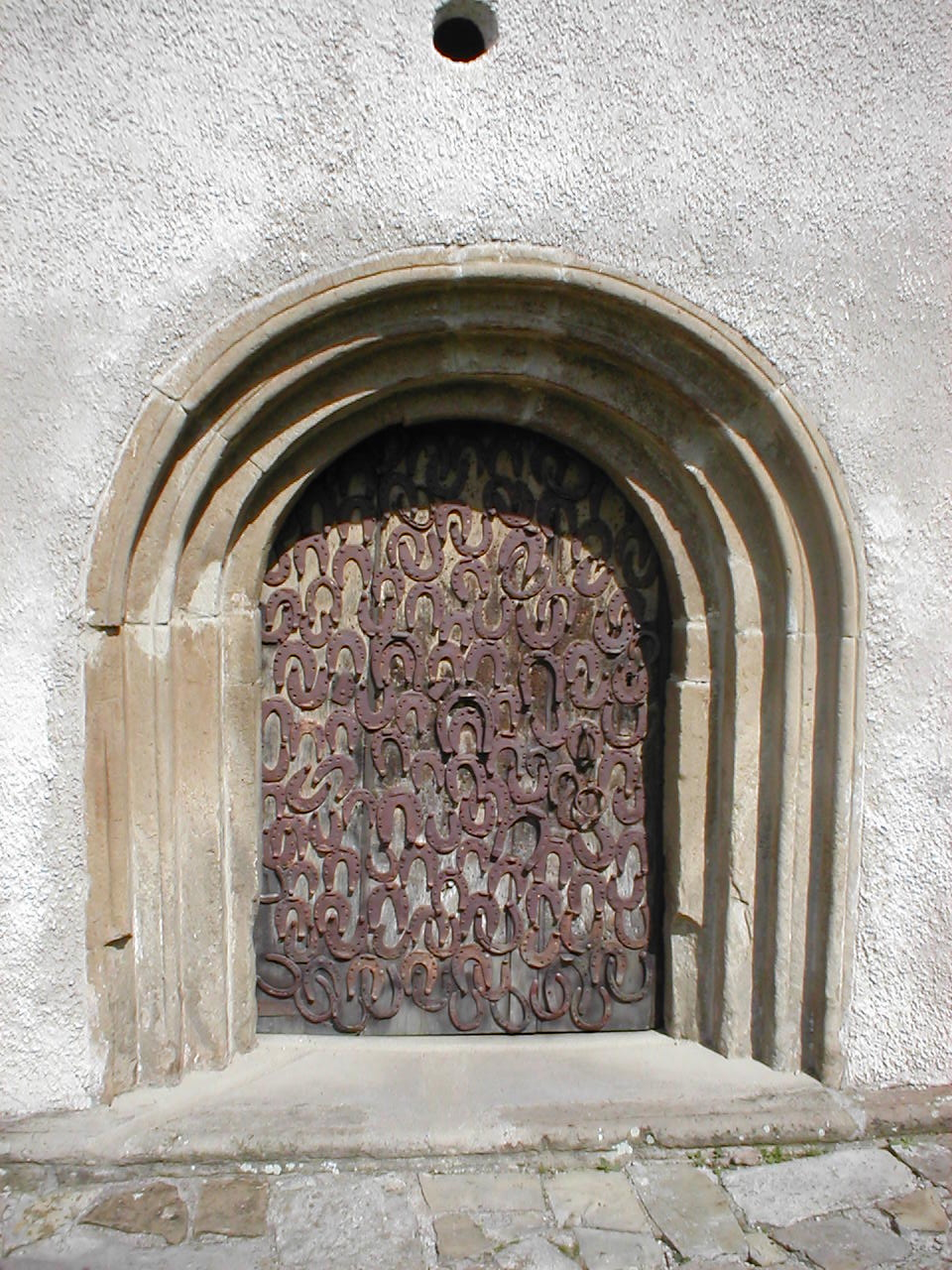